# Coelichneumon coreanus
Coelichneumon coreanus là một loài tò vò trong họ Ichneumonidae.